# SupraTrans

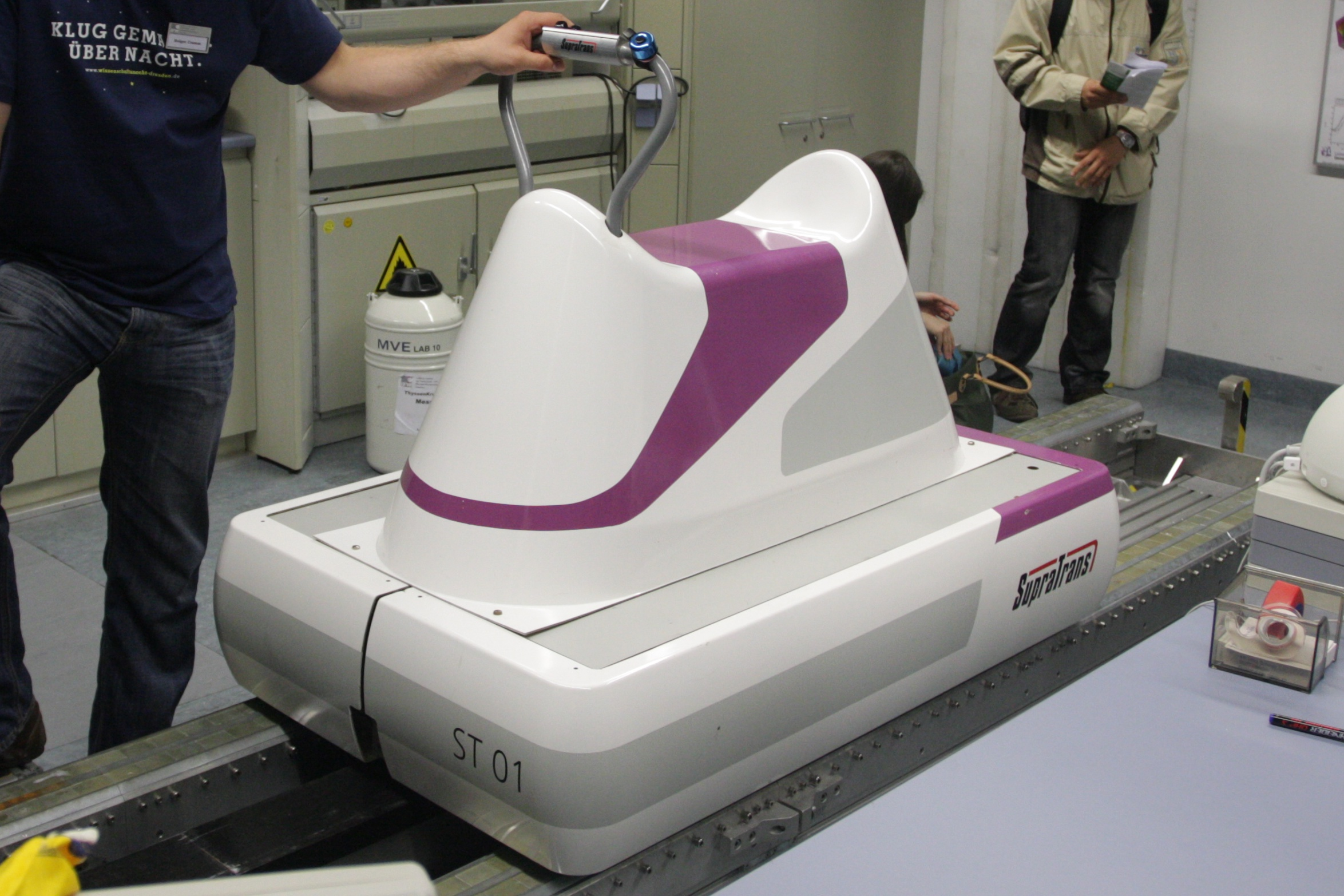
Demostración de un SupraTrans

SupraTrans  es un sistema de transporte basado en rodamientos magnéticos superconductores, que se caracteriza por una levitación suave e intrínsecamente estable. La base de este sistema de transporte es un riel magnético y varios bloques superconductores de alta temperatura (HTSC), que se enfrían a -196 °C.
La posición relativa al riel magnético que está presente durante el proceso de enfriamiento se almacena en los bloques superconductores. Por lo tanto, el enfriamiento tiene lugar a una distancia definida del riel magnético. Después de quitar el soporte espaciador, se hace posible el movimiento sin contacto (efecto de levitación). El nitrógeno líquido se utiliza actualmente para la refrigeración.

## Historia
SupraTrans – Demostrador 05/2002 – 12/2004
Demostrador SupraTrans
Este demostrador de tecnología de levitación magnética superconductora fue desarrollado por siete socios de empresas de transporte, tecnología ferroviaria e investigación pública. La presentación tuvo lugar con motivo del 125 aniversario de la locomotora eléctrica en la feria de tecnología ferroviaria InnoTrans 2004 en Berlín.

## Tecnología
La vía consta de segmentos individuales interconectados, el ancho de la vía es de 1000 mm. La ruta también contiene líneas que suministran electricidad al vehículo.
El vehículo está propulsado por un motor lineal que se adjunta a la parte inferior del vehículo. El vehículo recibe energía a través de un sistema de transmisión inductivo, que está integrado en la guía y cambia continuamente la energía superior. Por lo tanto, es posible transferir la energía a través del entrehierro al consumidor ubicado en el vehículo.
El SupraTrans II se puede controlar de forma automática o manual. Gracias a la tecnología de control utilizada, es posible determinar la posición del vehículo y controlar el cumplimiento de la velocidad máxima permitida.